# Rozmajerovac
Rozmajerovac – wieś w Chorwacji, w żupanii osijecko-barańskiej, w mieście Našice. W 2011 roku liczyła 25 mieszkańców.